# Вилић Поље
Вилић Поље је насељено место у Босни и Херцеговини у општини Горњи Вакуф-Ускопље. Административно припада Федерацији Босне и Херцеговине, односно њеном Средњобосанском кантону. Према попису становништва из 2013. у насељу је било 817 становника, а већинско становништво у насељу били су Хрвати.

## Становништво
По последњем службеном попису становништва из 2013. године у насељу Вилић Поље живело је 817 становника, а село је било етнички хомогено са већинском хрватском популацијом.
| Националност | 2013. | 1991.        | 1981.        | 1971.        |
| Бошњаци      | —     | 10 (1,78%)   | 8 (1,52%)    | 14 (3,07%)   |
| Хрвати       | —     | 549 (97,86%) | 511 (97,33%) | 440 (96,70%) |
| Срби         | —     | 2 (0,35%)    | 1 (0,19%)    | 0            |
| Југословени  | —     | 0            | 4 (0,76%)    | 0            |
| Македонци    | —     | 0            | 1 (0,19%)    | 0            |
| остали       | —     | 0            | 0            | 1 (0,22%)    |
| Укупно       | 817   | 561          | 525          | 455          |